# Pierre Daret
Pour les articles homonymes, voir Daret.
Pierre Daret, aussi connu sous le nom de Pierre Daret de Cazeneuve, est un peintre de portraits, graveur en taille-douce, éditeur et marchand d'estampes français, né à Paris vers 1604 et mort au château de La Lucque près de Dax en 29 mars 1678.

## Biographie
Il s'est d'abord formé au dessin et à la peinture, peut-être auprès de Claude Vignon. Pierre-Jean Mariette a écrit qu'il a commencé et fini sa carrière comme peintre. Il a probablement appris la gravure avec Jacques Blanchard.
En 1631, il demande de faire l'inventaire des biens de Vespasien Daret, maître menuisier en ébène.
Le 23 août 1632, il signe le contrat d'apprentissage de Pierre Palliot qu'il prend pour deux ans.

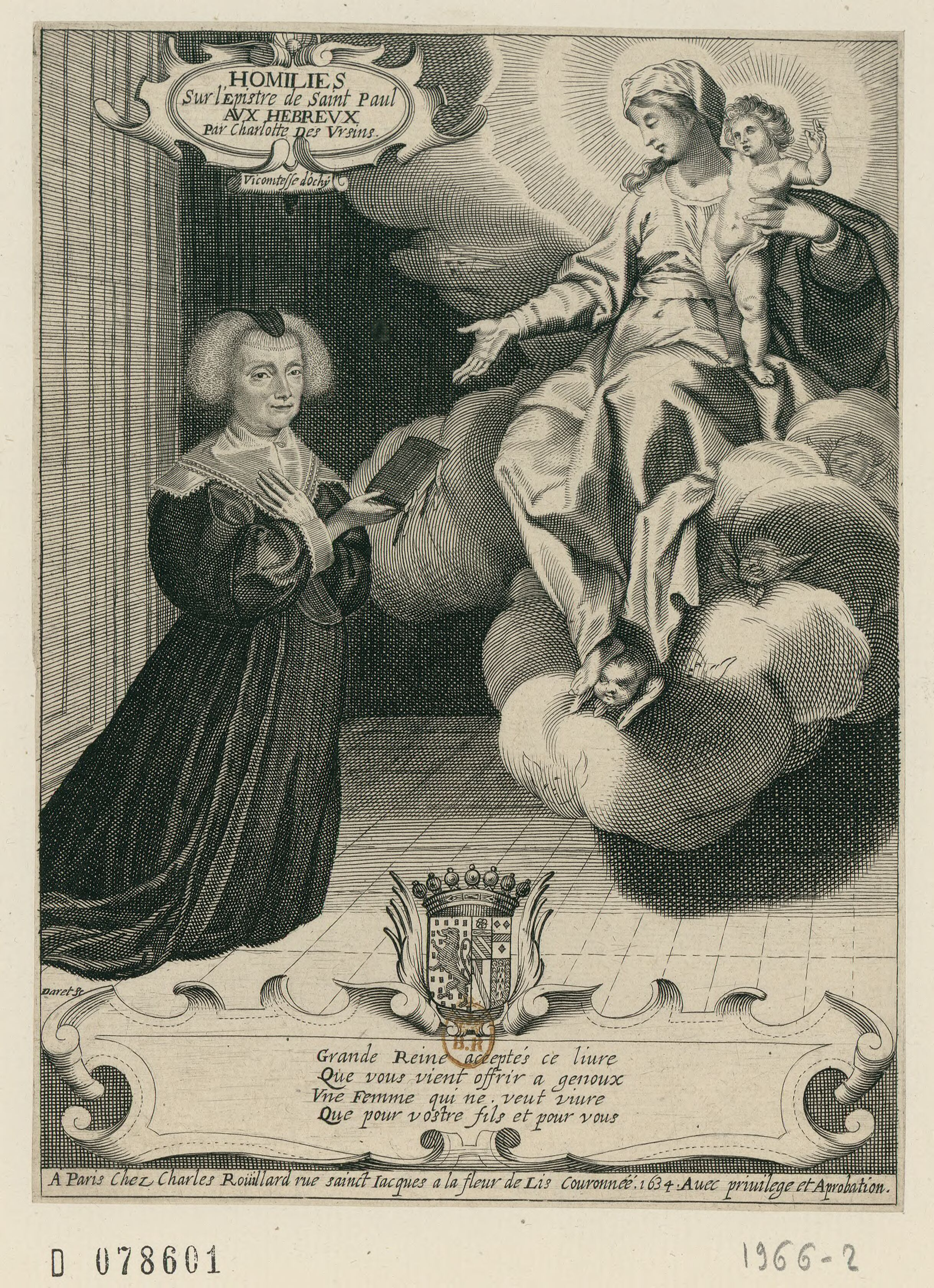
Gravure de Pierre Daret représentant Charlotte des Ursins, vicomtesse d'Auchy, offrant à la Vierge ses homélies sur l'Épitre de saint Paul aux Hébreux

Sa plus ancienne gravure connue représente Charlotte des Ursins, vicomtesse d'Auchy, offrant à la Vierge ses homélies sur l'Épitre de saint Paul aux Hébreux réalisée en 1634.
Le 1er juillet 1640, il est témoin et signe le contrat de mariage de Simon Vouet et de Radegonde Béranger, veuve de Léonard Margerie, ainsi qu'Aubin Vouet, frère de Simon Vouet, peintre, Jacques Sarrazin, sculpteur et son neveu à cause de sa femme, Michel Dorigny, peintre, Eustache Lesueur, peintre
Il a été reçu à l'Académie royale de peinture et de sculpture le 15 septembre 1663 après avoir présenté un tableau de portrait. Pierre Daret est essentiellement connu comme graveur.
Il dessine lui-même certains de ses motifs, et interprète des peintres de son temps comme Jacques Blanchard ou Simon Vouet. 
Il fut également éditeur d'estampes, rue Saint-Denis puis rue Saint-Jacques.

## Famille
Pierre Daret s'est marié dans la paroisse Saint-Benoît à Gillette Guinet le 10 septembre 1633. Il a eu de ce mariage au moins trois enfants :
- Marie, baptisée en 1634, parrain Jacques Blanchard[7], citée comme marraine en 1651 de Marie Anne Sarrazin[8].
- Jean, né le 24 juin 1636,
- Claude, né le 10 octobre 1639, qui a eu comme parrain Claude Vignon.

## Élèves
Il a été le maître de François de Poilly et de Guillaume Vallet.

## Publications
- Abrégé de la vie de Raphaël Santio d'Urbin très-excellent peintre et architecte, où il est traité de ses œuvres, des stampes qui en ont été gravées, tant par Marc-Antoine Boulognois qu'autres excellents graveurs. De l'origine de la gravure en taille douce avec une adresse des lieux où les principaux peintres italiens, d'escrits par Vasari ont travaillé. Traduit de l'italien par P. Daret, graveur, À Paris, chez l'autheur, sur le quai de Gesvres, 1651. Ce texte a été réimprimé à Lyon en 1678[9].
- Tableaux historiques ou sont gravés les illustres Français et estrangiers de l'un et l'autre sexe, 1652